# Scorpaena brachyptera
Scorpaena brachyptera és una espècie de peix pertanyent a la família dels escorpènids.

## Descripció
- Fa 7,5 cm de llargària màxima.[4][5]

## Hàbitat
És un peix marí, demersal i de clima tropical que viu entre 45-120 m de fondària.

## Distribució geogràfica
Es troba a l'Atlàntic occidental: des del sud de Florida (els Estats Units) i Panamà fins a Veneçuela.

## Observacions
És inofensiu per als humans.